# Bulbophyllum pulchellum
Bulbophyllum pulchellum é uma espécie de orquídea (família Orchidaceae) pertencente ao gênero Bulbophyllum. Foi descrita por Henry Nicholas Ridley em 1907.